# Jongny
Jongny är en ort och  kommun i distriktet Riviera-Pays-d'Enhaut i kantonen Vaud, Schweiz. Kommunen har 1 915 invånare (2023).